# Cerkiew św. Mikołaja w Tomaszowie Lubelskim
Cerkiew św. Mikołaja – prawosławna cerkiew parafialna w Tomaszowie Lubelskim. Należy do dekanatu Zamość diecezji lubelsko-chełmskiej Polskiego Autokefalicznego Kościoła Prawosławnego. Świątynia mieści się przy Rynku, po stronie wschodniej.
Parafia prawosławna istniała w Tomaszowie z pewnością w I połowie XVI w. W wieku siedemnastym powstała pierwsza świątynia tego wyznania nosząca wezwanie św. Mikołaja Cudotwórcy. W kolejnym stuleciu cerkiew ta przeszła w ręce unitów i pozostawała ich własnością do likwidacji unickiej diecezji chełmskiej w 1875. Nową świątynię, w stylu bizantyjsko-rosyjskim, zbudowano z państwowego rosyjskiego funduszu przeznaczonego na analogiczne cele w latach 1885–1890.
Świątynia była nieprzerwanie czynna w czasie I wojny światowej, w dwudziestoleciu międzywojennym i podczas II wojny światowej. Działalność duszpasterską przerwała dopiero Akcja „Wisła” i wywiezienie z Tomaszowa prawosławnych Ukraińców. Do 1957 porzucona cerkiew była użytkowana przez zakłady mleczarskie i ulegała stopniowej dewastacji. W wymienionym roku parafia prawosławna w Tomaszowie Lubelskim została restytuowana, przeprowadzono prowizoryczny remont obiektu. Większe prace renowacyjne prowadzone były w nim w końcu lat 80. XX w. oraz na początku wieku XXI.
W latach 1983–1990 w cerkwi wystawiona była Turkowicka Ikona Matki Bożej.

## Historia

### Pierwsza cerkiew św. Mikołaja w Tomaszowie
Najstarsze informacje o prawosławnych na terenie dzisiejszego Tomaszowa i ich świątyni pochodzą z 1531. W wymienionym roku w dokumentach podatkowych zawarto informację o cerkwi parafialnej św. Michała Archanioła na przedmieściu Rogóźno. W połowie XVII w. były w Tomaszowie trzy cerkwie: św. Jerzego położona przy ulicy Świętojurskiej w zakończeniu ulicy Starocerkiewnej, Zaśnięcia Najświętszej Maryi Panny położona na przedmieściu Szczebrzeskim oraz św. Mikołaja biskupa położona na przedmieściu Lwowskim. Cerkiew ta została wzniesiona przez ks. Iwana Gurkowicza na nadziale ziemi, jaki otrzymał od Jana Ossolińskiego i Mateusza Leśniewskiego w zamian za starszą świątynię, która po unii brzeskiej została odebrana parafii prawosławnej i przekazana unitom. Od 1689 była to świątynia parafialna. Parafia prawosławna została zlikwidowana najpóźniej w 1789. Oznaczało to przejście miejscowych wiernych na unię, zaś sama cerkiew św. Mikołaja stała się filią cerkwi św. Jerzego, w której wyznanie unickie obowiązywało już od poprzedniego stulecia.
Parafia unicka w Tomaszowie Lubelskim została włączona do Rosyjskiego Kościoła Prawosławnego wskutek likwidacji unickiej diecezji chełmskiej w 1875. W latach 1885–1890 opracowany został projekt nowej świątyni na potrzeby wspólnoty, wzniesionej następnie w stylu bizantyjsko-rosyjskim.

### Budowa obecnej cerkwi i jej funkcjonowanie do 1947
Cerkiew zbudowano z funduszy państwowych. Budowę nadzorowali Gabriel Arbuzow i Konstanty Drozdowski. Świątynia została poświęcona w 1890, starsza cerkiew św. Mikołaja istniała jeszcze do 1904, gdy została rozebrana. W Tomaszowie Lubelskim parafia prawosławna liczyła wówczas 2761 wiernych. Oprócz nich ze świątyni korzystali także żołnierze ze stacjonującego w Tomaszowie pułku oraz z oddziałów ochraniających granicę rosyjsko-austriacką. Ikonostas dla cerkwi powstał w pracowni Kuźmy Morozowa w Moskwie. W 1899 świątynię wizytował biskup lubelski Herman.

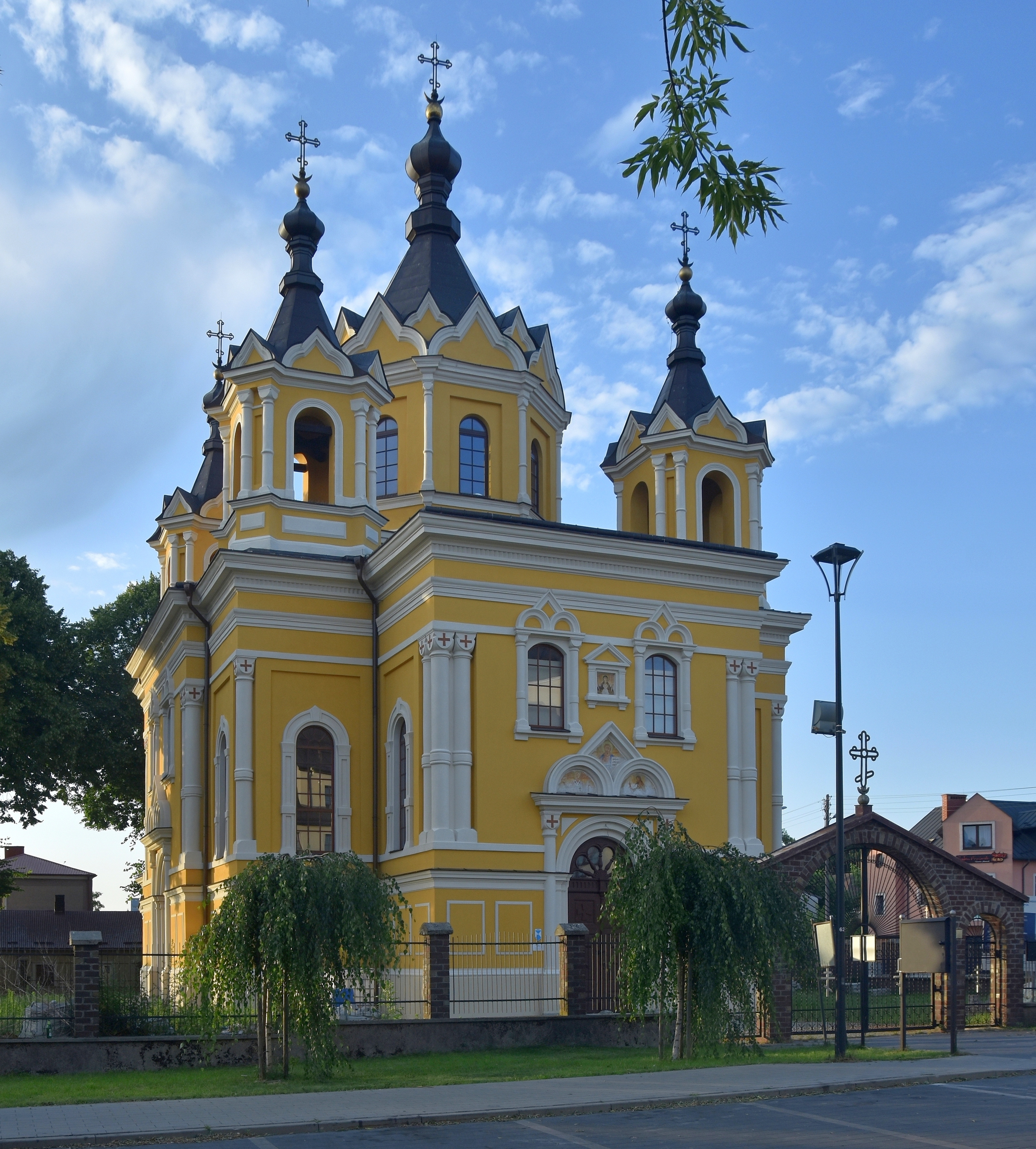
Elewacja frontowa
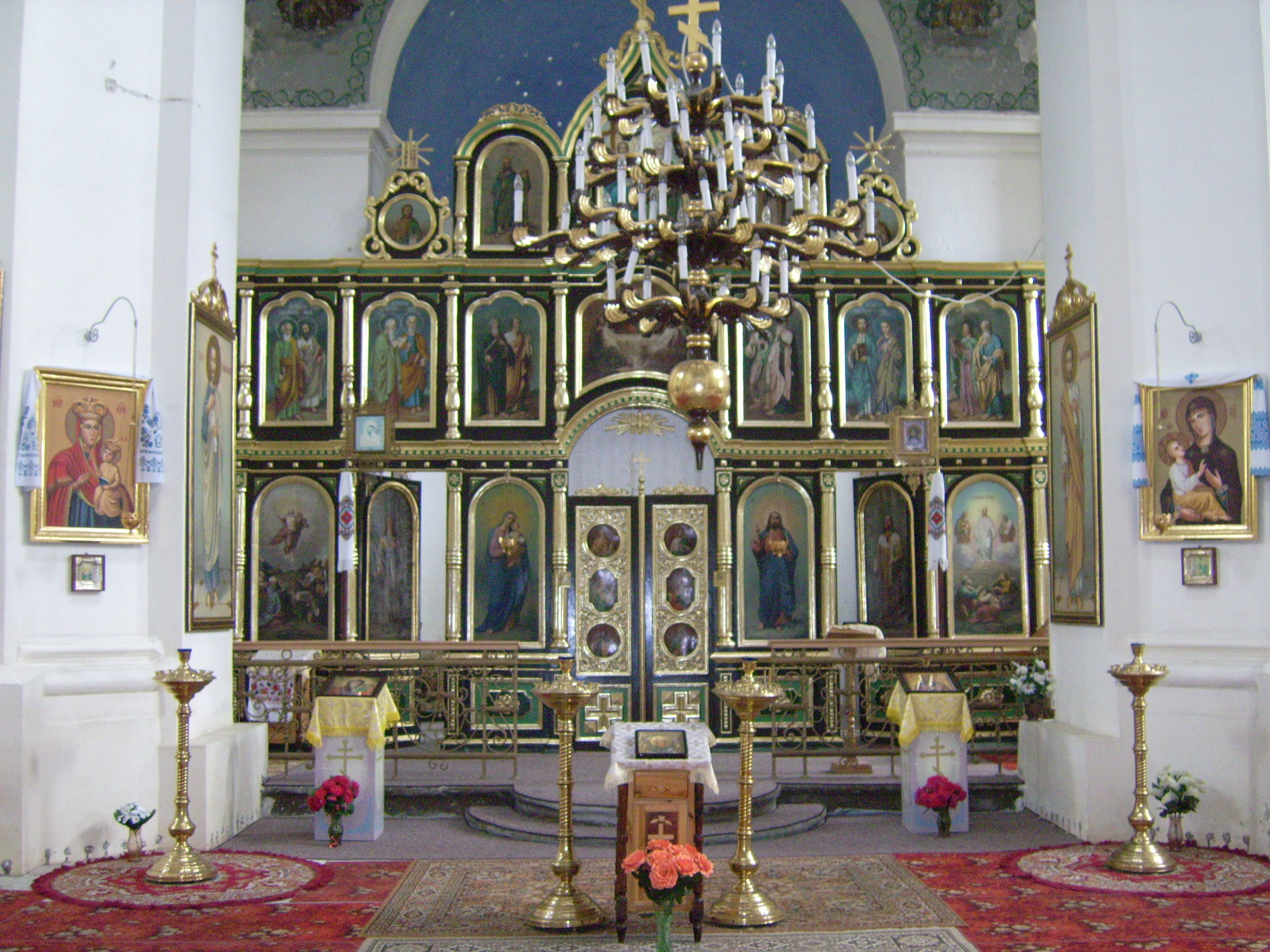
Wnętrze
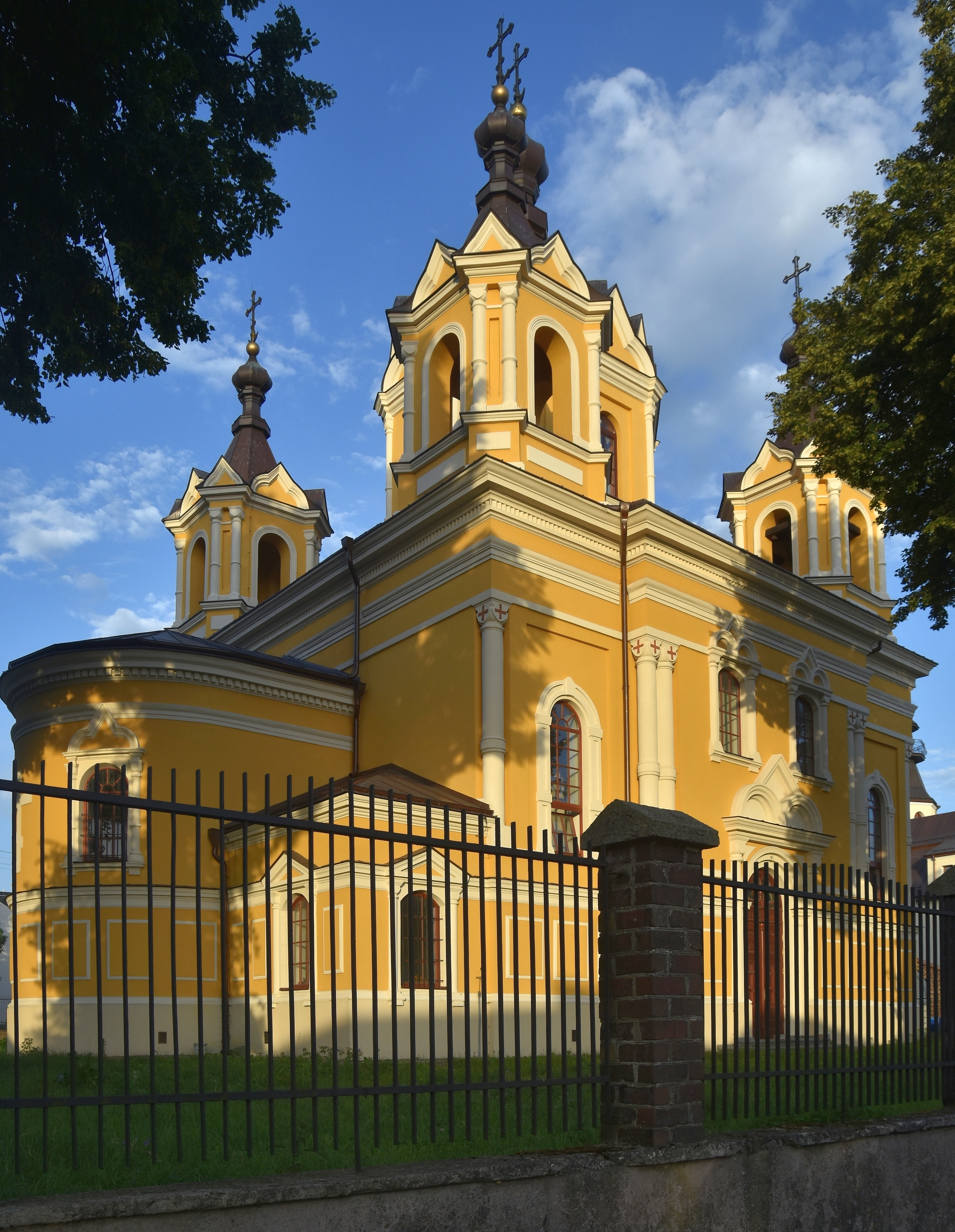
Widok od strony prezbiterium

Cerkiew nie została zamknięta w czasie I wojny światowej, gdy większość prawosławnych placówek duszpasterskich przestała funkcjonować z powodu ewakuacji w głąb Rosji wiernych i duchowieństwa tego wyznania. Po odzyskaniu niepodległości przez Polskę Ministerstwo Wyznań Religijnych i Oświecenia Publicznego już w 1919 uwzględniło tomaszowską cerkiew w wykazie prawosławnych obiektów sakralnych przewidywanych do otwarcia. W 1923 była to jedna z dwunastu czynnych świątyń tego wyznania w powiecie tomaszowskim, należała do parafii wchodzącej w skład dekanatu tomaszowskiego diecezji warszawsko-chełmskiej PAKP.

### Po Akcji „Wisła”
Cerkiew w Tomaszowie Lubelskim była czynna także w okresie II wojny światowej, została zamknięta dopiero po wywózkach Ukraińców wyznania prawosławnego w ramach Akcji „Wisła”. Porzucona, została zaadaptowana na magazyn spółdzielczy, przez pewien czas mieścił się w niej szalet. W 1955 metropolita warszawski i całej Polski Makary starał się o otwarcie świątyni jako filii cerkwi Przemienienia Pańskiego w Lublinie, jednak Urząd ds. Wyznań odrzucił jego podanie. Obiekt pozostał w rękach Powiatowych Zakładów Mleczarskich. Dwa lata później kolejne podanie metropolity warszawskiego zostało rozpatrzone przychylnie, co miało związek z ogólnym złagodzeniem polityki władz wobec prawosławia. Zniszczona cerkiew tomaszowska stała się ponownie świątynią parafialną, a miejscowi wierni (łącznie 550 osób) spontanicznie podjęli się jej odnowienia. W 1969 świątynia występuje w dokumentach już nie jako parafialna, lecz jako filia cerkwi w Hrubieszowie. W latach 70. cerkiew została okradziona.
Dopiero w latach 1983–1985 miał miejsce gruntowny remont obiektu, po którym świątynia mogła zostać przywrócona do celów kultowych. Liczba wiernych uczęszczających do cerkwi szacowana jest na kilkadziesiąt osób, chociaż w Tomaszowie zamieszkuje nawet 300 osób ochrzczonych w Kościele prawosławnym.
Cerkiew wpisano do rejestru zabytków 24 sierpnia 1979 pod nr A/194.
Na początku XXI w. cerkiew w Tomaszowie została poddana gruntownemu remontowi. Dofinansowana przez Ministerstwo Kultury, władze miejskie, starostwo powiatowe i Urząd Marszałkowski Województwa Lubelskiego renowacja obejmowała wymianę konstrukcji i pokrycia dachu nad nawą, impregnację drewnianych elementów konstrukcji dachu, wykonanie i instalację rynien. Świątynia otrzymała ponadto dar – marmur potrzebny do wykonania nowej posadzki od prywatnego darczyńcy z Grecji. Wcześniej odremontowane zostało pięć kopuł cerkiewnych (wymiana dachu, remont krzyży i kul, remont tynków elewacji). Cała cerkiew jest też od listopada 2012 iluminowana.

## Architektura
Cerkiew w Tomaszowie Lubelskim została wzniesiona w stylu eklektycznym, łączącym elementy późnego klasycyzmu z urzędowym stylem bizantyjsko-rosyjskim. Jest to budowla krzyżowo-kopułowa, dziewięciopolowa. Budynek zwieńczony jest pięcioma ośmiobocznymi latarniami usytuowanymi nad polami między ramionami krzyża oraz w jego centralnej części. Latarnie wykończone są dachami namiotowymi. Budowla jest trójdzielna. Pomieszczenie ołtarzowe w cerkwi zamknięte jest półkolistą absydą. Cerkiewny przedsionek wzniesiony został na planie prostokąta.
Cerkiew w Tomaszowie Lubelskim należy do ostatnich świątyń wzniesionych w Królestwie Kongresowym z funduszy rosyjskich w starszym stylu bizantyjsko-rosyjskim wypracowanym przez Konstantina Thona, a nie w jego późnym wariancie opierającym się na naśladownictwie świątyń szesnastowiecznej Moskwy i Jarosławia.
Pierwotnie w cerkwi znajdowały się freski przedstawiające sceny biblijne, które jednak w II połowie XX w. uległy zniszczeniu.

### Turkowicka Ikona Matki Bożej
W 1983 do cerkwi w Tomaszowie Lubelskim przeniesiona została kopia Turkowickiej Ikony Matki Bożej, odnaleziona w zdewastowanej prawosławnej kaplicy w Turkowicach. Wizerunek był przechowywany w tomaszowskiej świątyni do 1990, gdy został przeniesiony do monasteru św. Onufrego w Jabłecznej. Według Grzegorza Kuprianowicza stało się tak, gdyż przekazania ikony do miejscowego kościoła domagali się tomaszowscy katolicy i nie było pewne, czy wizerunek nie zostanie z cerkwi skradziony. W lipcu 1995 w cerkwi w Tomaszowie Lubelskim odbyły się pierwsze od okresu międzywojennego uroczystości ku czci Turkowickiej Ikony Matki Bożej, w których oprócz wiernych PAKP wzięli udział pielgrzymi z Ukrainy. Cerkiew była centrum kultu ikony do 1998, gdy miejscem organizacji głównych obchodów jej święta stała się cerkiew Zaśnięcia Najświętszej Maryi Panny w Hrubieszowie (od 2010 jest nim reaktywowany monaster Opieki Matki Bożej w Turkowicach).